# Buldhana (Distrikt)
Der Distrikt Buldhana (auch Buldana; Marathi: बुलढाणा जिल्हा) ist einer von 35 Distrikten des Staates Maharashtra in Indien.
Die Stadt Buldhana (Buldana) ist Verwaltungssitz des Distrikts, der zur Division Amravati und zur Großregion Vidarbha zählt. Die letzte Volkszählung im Jahr 2011 ergab eine Gesamtbevölkerungszahl von 2.586.258 Menschen.

## Geschichte
Von vorchristlicher Zeit bis ins Jahr 1345 wurde das Gebiet – wie die ganze Region – von diversen buddhistischen und hinduistischen Herrschern regiert. Der erste namentlich bekannte Staat war das Maurya-Reich, die letzte nichtmuslimische Dynastie waren die Gond.
Nach jahrzehntelangen militärischen Auseinandersetzungen mit muslimischen Regenten im Norden Indiens erfolgte 1345 die Besetzung durch muslimische Soldaten. Danach herrschten bis ins Jahr 1724 verschiedene muslimische Dynastien (Sultanat Delhi, Bahmani, Dekkan-Sultanate und die Grossmoguln). Obwohl offiziell noch Teil des Grossmogulreichs wurde es effektiv von 1724 bis 1818 von der Marathen-Dynastie Bhonsle regiert. Danach fiel es an den Nizam von Hyderabad und gehörte bis 1853 zum Staat Hyderabad. Daraufhin wurde es von den Briten verwaltet als Teil der Provinz Berar und gehörte zum Distrikt West Berar. 1864 wurde es als South West Berar ein eigenständiger Distrikt. Bereits 1865 wurde der neue Distrikt in Mehkar umbenannt. Nach der Verlegung des Hauptorts von Mehkar nach Buldhana im Jahr 1867 erhielt er den heutigen Namen. Buldhana wurde 1903 Teil der Provinz Central Provinces and Berar. Mit der Unabhängigkeit Indiens 1947 und der Neuordnung des Landes wurde es 1950 Teil des neuen Bundesstaats Madhya Pradesh. Im Jahre 1956 wurde dieser indische Bundesstaat geteilt und das Gebiet kam zum Staat Bombay. Auch dieser Bundesstaat wurde 1960 aufgelöst und der Distrikt Buldhana ein Teil des neuen indischen Bundesstaats Maharashtra.

## Bevölkerung
Bei der letzten Volkszählung 2011 wurden 2.586.258 Einwohner gezählt. Davon waren 1.337.560 Männer (51,72 Prozent) und 1,248,698 Frauen. Zu den Dalit gehörten 2011 470.895 (18,2 Prozent), zu den Adivasi 229.450 (8,9 Prozent) Menschen. Von der gesamten Anzahl Bewohner lebten 2011 548.860 Personen (21,22 Prozent) in städtischen Gebieten. Somit lebten noch fast 4 von 5 Einwohnern auf dem Land. Die Mehrheit der Bevölkerung des Distrikts Buldhana spricht Marathi. Im ganzen Bezirk gibt es 1.297 bewohnte Dörfer.

### Bevölkerung des Distrikts nach Bekenntnissen
Eine klar überwiegende Mehrheit der Bevölkerung sind Hindus. Die Buddhisten und Muslime sind bedeutende Minderheiten. Die genaue religiöse Zusammensetzung der Bevölkerung zeigt folgende Tabelle:
| Jahr                                | Buddhisten | Buddhisten | Christen | Christen | Hindus    | Hindus  | Jainas | Jainas | Muslime | Muslime | Sikhs | Sikhs  | Andere | Andere | keine Angaben | keine Angaben | Total     | Total    |
| Jahr                                | Zahl       | %          | Zahl     | %        | Zahl      | %       | Zahl   | %      | Zahl    | %       | Zahl  | %      | Zahl   | %      | Zahl          | %             | Zahl      | %        |
| ----------------------------------- | ---------- | ---------- | -------- | -------- | --------- | ------- | ------ | ------ | ------- | ------- | ----- | ------ | ------ | ------ | ------------- | ------------- | --------- | -------- |
| 2001                                | 306.503    | 13,73 %    | 2.545    | 0,11 %   | 1.622.192 | 72,66 % | 12.254 | 0,55 % | 285.387 | 12,78 % | 1.501 | 0,07 % | 823    | 0,04 % | 1.275         | 0,06 %        | 2.232.480 | 100,00 % |
| Quelle: Volkszählung in Indien 2001 |            |            |          |          |           |         |        |        |         |         |       |        |        |        |               |               |           |          |

### Bevölkerungsentwicklung
Wie überall in Indien wächst die Einwohnerzahl im Distrikt Buldhana seit Jahrzehnten stark an. Zwar sank die Zunahme in den Jahren 2001–2011 auf rund 15 Prozent (15,85 %), ist aber in absoluten Zahlen immer noch bedeutend. In diesen zehn Jahren nahm die Bevölkerung immer noch um über 350.000 Menschen zu. Die genauen Zahlen verdeutlicht folgende Tabelle:

### Bedeutende Orte
Einwohnerstärkste Ortschaft des Distrikts ist Khamgaon. Weitere bedeutende Städte mit einer Einwohnerschaft von mehr als 25.000 Menschen sind der Hauptort Buldhana, Malkapur, Shegaon, Chikhli, Mehkar, Nandura und Jalgaon Jamod.